# Piedad Gil
Piedad Gil Lázaro (Paracuellos de Jiloca, Zaragoza, 1923 - Zaragoza, 2014) fue una cantadora de jota destacada y compañera y esposa del cantador Jesús Gracia.

## Biografía
A los tres años sus padres fueron a vivir a Zaragoza. En 1942, con 21 años de edad, y viendo sus facultades, comenzó como alumna de Conchita Pueyo, quien según el estudioso César Rubio Belmonte, su maestra destacaba de ella "su extraordinaria capacidad de captación exacta de las más variadas tonadas y una gran valentía en la expresión de las mismas".
En diciembre de 1942, y tras solo seis meses de aprendizaje, su profesora le anima a participar en el certamen en homenaje a Pilar Gascón en la Agrupación Artística Aragonesa, donde consiguió el primer premio, fue su primera actuación de éxito.
Formó parte de los cuadros de jota de Isabel Zapata y de Esteso, así como de los grupos Educación y Descanso y Alma de Aragón de Pascual Cebollero y participó en diversos conciertos y giras. En la estación zaragozana del Portillo, esperando un tren para Vinaceite, donde tenían que celebrar un festival folklórico con Alma de Aragón, conoció al jotero Jesús Gracia Tenas. Para entonces ella tenía mucha más fama que su futuro marido, quien estaba comenzando su carrera. En 1949 se casaron y ella pasó a un segundo plano, aunque siempre estuvo al lado de su esposo, a quien acompañó durante varios años en su grupo Ronda Aragonesa.
El éxito de Jesús Gracia estuvo siempre ligado a la compañía de su esposa, quien acudía con él a todas las citas y certámenes de jota. La casa familiar de San Vicente de Paúl estaba llena de discos, recortes de prensa, recuerdos, y de las grabaciones que había compartido con su marido, que moriría en 2005. Juntos grabaron jotas a dúo de varios palos, entre ellas las famosas de picadillo.
En enero de 2010, se presentó en Zaragoza una antología digitalizada de las grabaciones de Piedad Gil.

## Premios
- Agrupación Artística Aragonesa, primer premio, 1942.
- Certamen Oficial de la Jota, segundo premio, 1947 y 1948.

## Discografía
- Jesús Gracia y Piedad Gil. Columbia (1959).
- Jotas aragonesas. Interpretadas por Mercedes Cartiel y Piedad Gil, con acompañamiento de Rondalla Santamaría, Columbia 1950
- Jotas aragonesas. Interpretadas por Piedad Gil, Jesús Gracia. Publicadas en Barcelona por la compañía Vergara (1967)
- Selección de cantos y danzas aragonesas. Interpretado por el Grupo Folklórico Ronda Aragonesa. Fonogram, 1972. Contiene alguna jota interpretada por Piedad Gil.
- Viva la jota. Interpretadas por Piedad Gil, Jesús Gracia, Rondalla Cesaraugusta. Ariola-Eurodisc, D.L. 1973.
- Folclore de España: Aragón. Jotas interpretadas por Jesús Gracia y Piedad Gil. Columbia (1974)
- Recuerdo de Aragón. Selección de jotas compiladas por Fermín Otín. Philips, 1974. Contiene alguna jota interpretada por Piedad Gil.
- Selección de las mejores jotas. variaciones de rondalla originales de Francisco Peirona, interpretadas por Jesús Gracia y Piedad Gil.